# Hydroporus brancuccii
Hydroporus brancuccii är en skalbaggsart som beskrevs av Hans Fery 1987. Hydroporus brancuccii ingår i släktet Hydroporus och familjen dykare. Inga underarter finns listade i Catalogue of Life.